# Francesco Sabatini

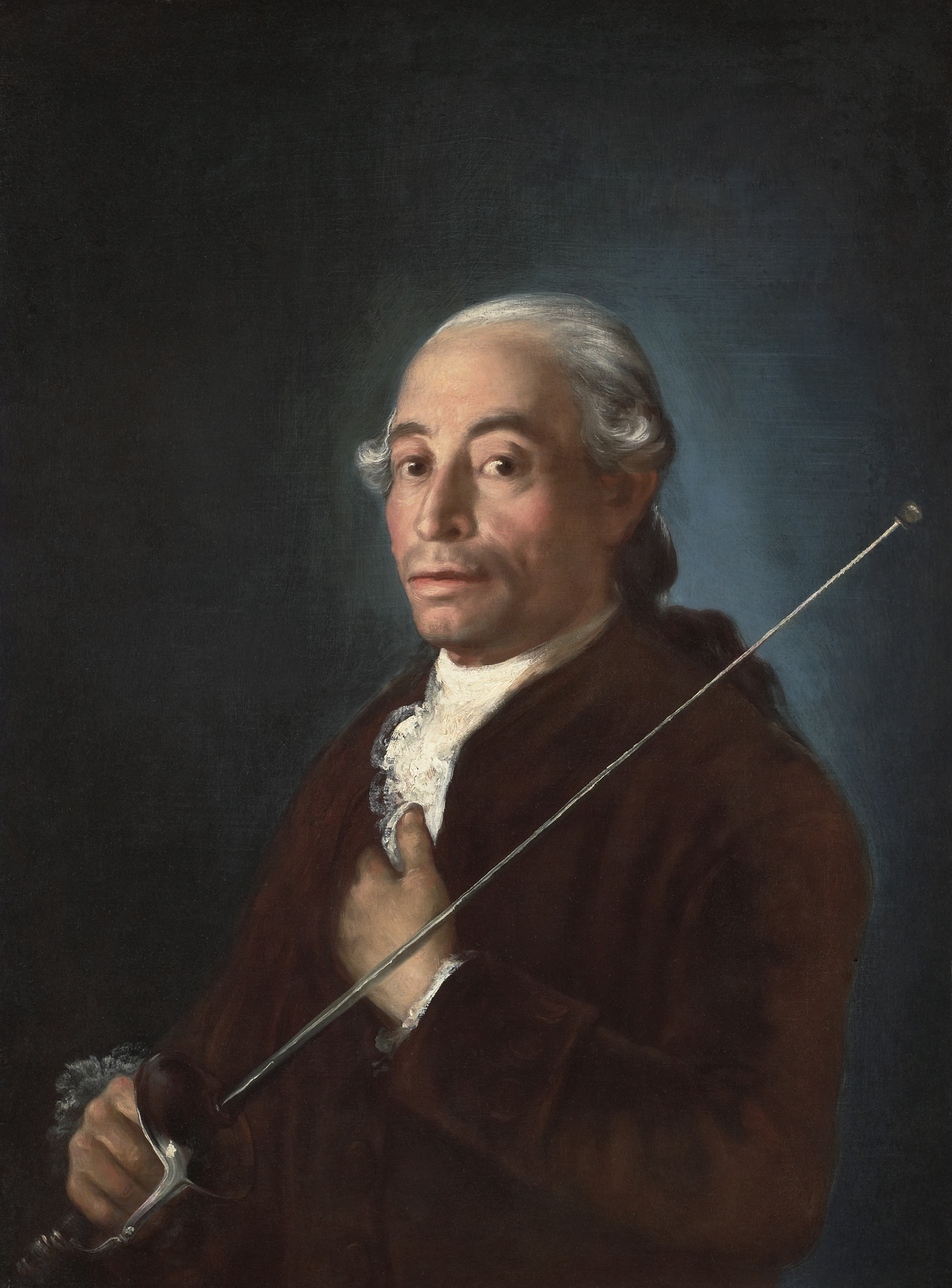
Francesco Sabatini, c. 1775-79.

Francesco Sabatini (Palermo, 1721 — Madrid, 1797), conhecido também por Francisco Sabatini, foi um arquitecto italiano. Desenvolveu a maior parte do seu trabalho em Espanha, ao serviço da Casa Real.